# بشدالی (آق‌داش)
بشدالی (به لاتین: Beşdəli) یک منطقه مسکونی در جمهوری آذربایجان است که در شهرستان آق‌داش واقع شده‌است.